# شناور

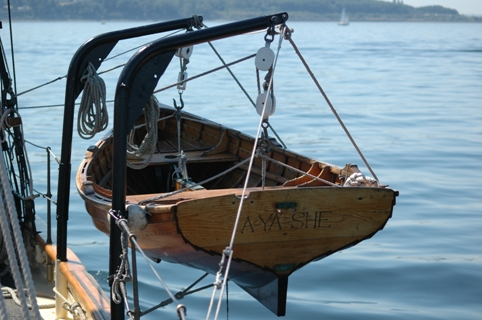
نمایی از یک‌قایق کوچک (دینگی)، نوعی شناور - ۲۰۰۴

شناور نام عمومی هر وسیله‌ای است که برای ترابری انسان یا اشیا و کالا بر روی آب به کار می‌رود.

## نام
کلمه شناور در فرهنگ لغت علامه دهخدا با ریشه شنا به معنای وسیله غرق نشدنی در آب می‌باشد و در اصطلاح به معنای وسیله جابجای کالا یا مسافر بر روی سطح آب می‌باشد.

## طراحی
طراحی شناورها نیازمند ایجاد تعادل میان ظرفیت داخلی (تناژ)، سرعت و قابلیت دریانوردی آن‌هاست. تناژ برای حمل کالا اهمیت دارد، سرعت برای کشتی‌های جنگی و قایق‌های مسابقه‌ای مهم است، و میزان قابلیت دریانوردی بسته به نوع آب‌هایی که شناور در آن‌ها به کار می‌رود، متفاوت خواهد بود. برای جلوگیری از غرق شدن در دریا و سایر مشکلات، مقرراتی برای شناورهای بزرگ‌تر اعمال می‌شود. فناوری‌های طراحی شامل استفاده از مدل‌سازی رایانه‌ای و آزمایش نمونه‌های کشتی در استخرهای مخصوص پیش از ساخت است.

## پیشرانش
روش‌های پیش‌راندن شناورها را می‌توان به پنج دسته تقسیم کرد:
۱. نیروی آب: در این روش، شناور همراه با جریان رودخانه یا جزر و مد حرکت می‌کند. برای کنترل بهتر مسیر، ممکن است لنگر یا وزنه‌ای در آب انداخته شود تا کشتی در بهترین بخش جریان باقی بماند، یا از پارو و تیرک برای حفظ موقعیت استفاده شود.
۲. نیروی انسانی: در این روش، حرکت شناور با استفاده از نیروی انسانی انجام می‌شود، مانند هل دادن یک تیرک به بستر آب‌های کم‌عمق یا پاروزنی و استفاده از پاروها بر سطح آب.
۳. نیروی باد: این روش شامل استفاده از بادبان‌ها برای حرکت شناور است.
۴. کشیدن (یدک‌کشی): در این روش، شناور از طریق نیروی خارجی به حرکت درمی‌آید. این نیرو ممکن است از طریق حیوانات بارکش، انسان یا ماشین‌آلات از روی خشکی (مانند کشیدن شناورها از کنار کانال‌ها) یا از طریق یک شناور دیگر که شناور اصلی را یدک می‌کشد، تأمین شود.
۵. پیشرانه مکانیکی: این روش شامل استفاده از یک موتور است که نیروی خود را از سوخت‌های فسیلی یا انرژی ذخیره‌شده مانند باتری تأمین می‌کند. این نیرو معمولاً از طریق پروانه‌ها یا جت‌های آبی به حرکت تبدیل می‌شود، هرچند که چرخ‌های پارویی امروزه بیشتر کاربرد تاریخی دارند.
شناورها ممکن است در زمان‌های مختلف یا به‌صورت ترکیبی از بیش از یک روش استفاده کنند. برای مثال، کشتی‌های بخار اولیه معمولاً در کنار نیروی موتور از بادبان نیز استفاده می‌کردند. پیش از رایج شدن یدک‌کش‌های بخاری، کشتی‌های بادبانی برای حفظ موقعیت مناسب خود در جریان جزر و مد، بادبان‌هایشان را تنظیم و تغییر جهت می‌دادند. در قایق‌های تفریحی امروزی نیز موتور-بادبانی (ترکیب نیروی باد و موتور) یک روش معمول برای حرکت است، حتی اگر فقط برای ورود و خروج از بندر باشد.

## شناورهای گوناگون
- کشتی
- قایق
- بارج
- زیردریایی